# کرتیل‌آباد
کرتیل‌آباد ، روستایی از توابع بخش سامن شهرستان ملایر در استان همدان ایران است.

## جمعیت
این روستا در دهستان حرم رودسفلی قرار دارد و براساس سرشماری مرکز آمار ایران در سال ۱۳۹۵، جمعیت آن ۸۵۸ نفر (۲۸۲خانوار) بوده‌است.